# Malleco epulauquena
Malleco epulauquena är en fjärilsart som beskrevs av Heimlich 1973. Malleco epulauquena ingår i släktet Malleco och familjen mätare. Inga underarter finns listade i Catalogue of Life.